# Odontotrypes balthasari
Odontotrypes balthasari är en skalbaggsart som beskrevs av Miksic 1958. Odontotrypes balthasari ingår i släktet Odontotrypes och familjen tordyvlar. Inga underarter finns listade i Catalogue of Life.